# Lake Pateros
Der Lake Pateros ist ein Stausee am Columbia River im US-Bundesstaat Washington. Er wurde 1967 durch den Bau des Wells Dam geschaffen. Der Stausee liegt fast vollständig in den Countys Douglas und Okanogan, der Damm selbst allerdings liegt teilweise im östlichsten Teil des Chelan County. Der Stausee erstreckt sich von diesem Damm aus stromauf bis zum Chief Joseph Dam. Zu den am Ufer liegenden Städten gehören Pateros und Brewster.
Der Lake Pateros ist unter vielen verschiedenen Namen bekannt, darunter Butler Lake, Chief Long Jim Lake, Fort Okanogan Lake und Lake Azwell.